# Dulaglutid
Dulaglutíd, pod zaščitenim imenom Trulicity, je učinkovina za zdravljenje sladkorne bolezni tipa 2, in sicer ob sočasnem upoštevanju ustrezne diete in izvajanju telesne dejavnosti. Uporablja se samostojno ali v kombinaciji z drugimi zdravili za zdravljenje sladkorne bolezni. Daje se enkrat tedensko v obliki za podkožno iniciranje.
Med pogoste neželene učinke dulaglutida spadajo slabost, driska, bruhanje, bolečina v trebuhu in zmanjšanje teka.
Spada v skupino agonistov receptorja za glukagonu podobni peptid 1 (imenovano tudi agonisti GLP-1) in kemijsko sestoji iz GLP-1(7-37), ki je kovalentno vezan na fuzijski protein fragmenta Fc humanega IgG4. GLP-1 je hormon, ki sodeluje v telesu v procesih za normalizacijo ravni krvnega sladkorja. Ameriški Urad za hrano in zdravila (FDA) je dulaglutid odobril za klinično uporabo v ZDA septembra 2014, v Evropski uniji pa je zdravilo odobreno od novembra 2014.

## Klinična uporaba
Dulaglutid se uporablja za zdravljenje odraslih bolnikov in otrok, starih 10 let in več, s sladkorno boleznijo tipa 2 kot dodatek ustrezni dieti in telesni dejavnosti z namenom izboljšanja nadzora ravni krvnega sladkorja. Ne uporablja se za zdravljenje sladkorne bolezni tipa 1 ali diabetične ketoacidoze, saj pri teh boleznih celice B v trebušni slinavki niso zmožne več proizvajati inzulina, dulaglutid pa deluje na način, da te celice spodbudi k večjemu izločanju omenjenega hormona. Dulaglutid se uporablja bodisi samostojno bodisi v kombinaciji z drugimi antidiabetiki, zlasti z metforminom, sulfonilsečninami, tiazolidinedioni ali inzulinom.

## Neželeni učinki
Med najpogostejše neželene učinke spadajo težave s prebavili, kot so dispepsija, zmanjšan tek, slabost, bruhanje, bolečina v trebuhu in driska. Pri nekaterih bolnikih lahko pride tudi do hudih neželenih učinkov, kot so akutni pankreatitis (simptomi zajemajo vztrajno hudo bolečino v trebuhu, ki lahko zaseva tudi v hrbet, lahko je prisotno bruhanje), hipoglikemija, okvara ledvic (ki lahko v nekaterih primerih zahteva tudi hemodializo). Tveganje za pojav hipoglikemije je večje, če se dulaglutid uporablja v kombinaciji s sulfonilsečninami ali inzulinom. Obstaja tudi potencialno tveganje za pojav raka ščitnice.

## Mehanizem delovanja
Dulaglutid je dolgodelujoči agonist receptorja za glukagonu podobni peptid 1 (GLP-1). Molekula je sestavljena iz dveh identičnih verig, povezanih z disulfidno vezjo, vsaka veriga pa vsebuje modificiran analogni niz humanega GLP-1, kovalentno spojen v modificirani del težke verige (Fc) področja humanega imunoglobulina G4 (IgG4) z majhno peptidno vezjo. Analogni del GLP-1 dulaglutida je približno 90-odstotno homologen naravnemu humanemu GLP-1 (7-37). Naravni GLP-1 ima razpolovni čas 1,5–2 minuti zaradi razgradnje z DPP-4 in ledvičnega očistka. Vendar pa je za razliko od naravnega GLP-1 dulaglutid stabilen proti razgradnji z DPP-4, in ima večjo velikost, ki upočasni absorpcijo ter zmanjša ledvični očistek. Posledično ima dulaglutid podaljšan razpolovni čas 4,7 dni, zaradi česar je primeren za subkutano apliciranje enkrat na teden.
Dulaglutid z vezavo na receptorje za GLP-1 poveča izločanje inzulina iz celic B v trebušni slinavki, zavira pa izločanje glukagona iz celic A trebušne slinavke. Hkrati zmanjša hitrost praznjenja želodca.